# Terraplistes chantri
Terraplistes chantri är en insektsart som beskrevs av Sigfrid Ingrisch 2006. Terraplistes chantri ingår i släktet Terraplistes och familjen Mogoplistidae. Inga underarter finns listade i Catalogue of Life.